# إيمي ماكنزي
إيمي ماكنزي (بالإنجليزية: Amy McKenzie)‏ هي مخرجة وممثلة أمريكية، ولدت في 2 أغسطس 1959 في أبلتون في الولايات المتحدة.